# Крещенские Выселки
Креще́нские Вы́селки — село Хлевенского района Липецкой области России. Входит в состав Фомино-Негачевского сельсовета. 

## География
Расположен в пределах Средне-Русской возвышенности в подзоне лесостепи, на берегу реки Нега, примерно в 600 метрах от северной окраины д. Посельское.
Улица одна — Центральная.

## Население
| 2009 | 2010 |
| ---- | ---- |
| 4    | ↘3   |

## Инфраструктура
Личное подсобное хозяйство.
Обслуживается почтовым отделением 399254 в селе Крещенка (Центральная ул, 53). 

## Транспорт
Просёлочные дороги.